# NSO Group
NSO Group Technologies (где аббревиатура NSO расшифровывается как Нив, Шалев и Омри — имена основателей компании) — израильская компания, базирующаяся в Герцлии в Израиле, работающая в IT-секторе; известна тем, что изобрела шпионское ПО под названием Pegasus, которое позволяет удалённо контролировать смартфоны. Компания была основана в 2010 году Нив Карми, Омри Лави и Шалевом Хулио. В 2017 году в ней работало около 500 человек.
Согласно нескольким журналистским сообщениям и расследованиям, программное обеспечение, созданное NSO Group, использовалось против правозащитников и журналистов в различных странах, в государственном шпионаже против Пакистана и было причастно к убийству Джамаля Хашогги. В октябре 2019 года компании WhatsApp и Facebook подали в суд на NSO и Q Cyber Technologies на основании Закона США о компьютерном мошенничестве и злоупотреблениях (CAFA). В NSO заявили, что предоставляют шпионское ПО уполномоченным правительствам, чтобы помочь им в борьбе с терроризмом и преступностью. В мае 2025 года судебный иск о взломе WhatsApp завершился поражением NSO Group, компанию обязали выплатить штраф $168 млн.
Шпионское ПО Pegasus классифицируется государством Израиль как оружие, поэтому любой экспорт и использование в зарубежных странах должны быть одобрены правительством.
Годовая выручка NSO составила около 40 миллионов долларов США в 2013 году и 150 миллионов долларов США в 2015 году. В июне 2017 года компания была выставлена на продажу компанией Francisco Partners за $1 млрд. Основатели Лави и Хулио в партнёрстве с европейским фондом прямых инвестиций Novalpina Capital приобрели контрольный пакет акций NSO в феврале 2019 года.
В декабре 2021 года 86 правозащитных организаций направили совместное письмо с призывом к ЕС ввести глобальные санкции против NSO Group и попытаться «запретить продажу, передачу, экспорт и импорт технологий наблюдения израильской компании» из-за рисков, которые представляют технологии NSO правам человека во всём мире.
В январе 2022 года Calcalist опубликовал статью о расследовании, подробно описывающую широко распространённое незаконное использование Pegasus израильской полицией. Хотя израильская полиция официально это отрицала, некоторые высокопоставленные полицейские намекнули, что эти утверждения правдивы. 1 февраля полиция признала, что на самом деле имело место неправомерное использование программного обеспечения. 7 февраля второй отчёт Calcalist показал, что несанкционированная слежка была очень широко распространена, в том числе за политиками и правительственными чиновниками, главами корпораций, журналистами, активистами и даже Авнером Нетаньяху, сыном тогдашнего премьер-министра Биньямина Нетаньяху.
В сентябре 2023 года Citizen Lab с высокой степенью уверенности заявила, что эксплойт iOS 16.6 использовался для установки шпионского ПО Pegasus на устройства Apple без взаимодействия с пользователем. Apple заявила, что устройства в режиме блокировки смогли заблокировать лазейку, и выпустила обновление, исправляющее уязвимость.